# 欧阳氏故宅
26°53′47.4″N 112°37′10.2″E / 26.896500°N 112.619500°E
欧阳氏故宅是曾国藩岳父欧阳凝祉的故居，位于现在的湖南省衡阳市珠晖区湘江东路。

## 历史沿革
1838年曾国藩入仕后为岳父欧阳凝祉谋得莲湖书院山长一职，并寻得此住宅让岳父全家搬入。
2004年，衡阳市政府对欧阳氏故宅进行保护性维修。
2011年，欧阳氏故宅被列为湖南省文物保护单位。

## 建筑
- 故居的天井
- 故居的神龛
- 故居里曾国藩夫妇的床
- 故居的后院，包括膳房、粮仓、厨房